# Lispe pectinipes
Lispe pectinipes este o specie de muște din genul Lispe, familia Muscidae, descrisă de Becker în anul 1903. Conform Catalogue of Life specia Lispe pectinipes nu are subspecii cunoscute.